# Pôtor
Pôtor (ungarisch Nógrádszentpéter – bis 1907 Szentpéter) ist eine Gemeinde im Süden der Slowakei mit 747 Einwohnern (Stand 31. Dezember 2024). Sie gehört zum Okres Veľký Krtíš, einem Kreis des Banskobystrický kraj.

## Geographie

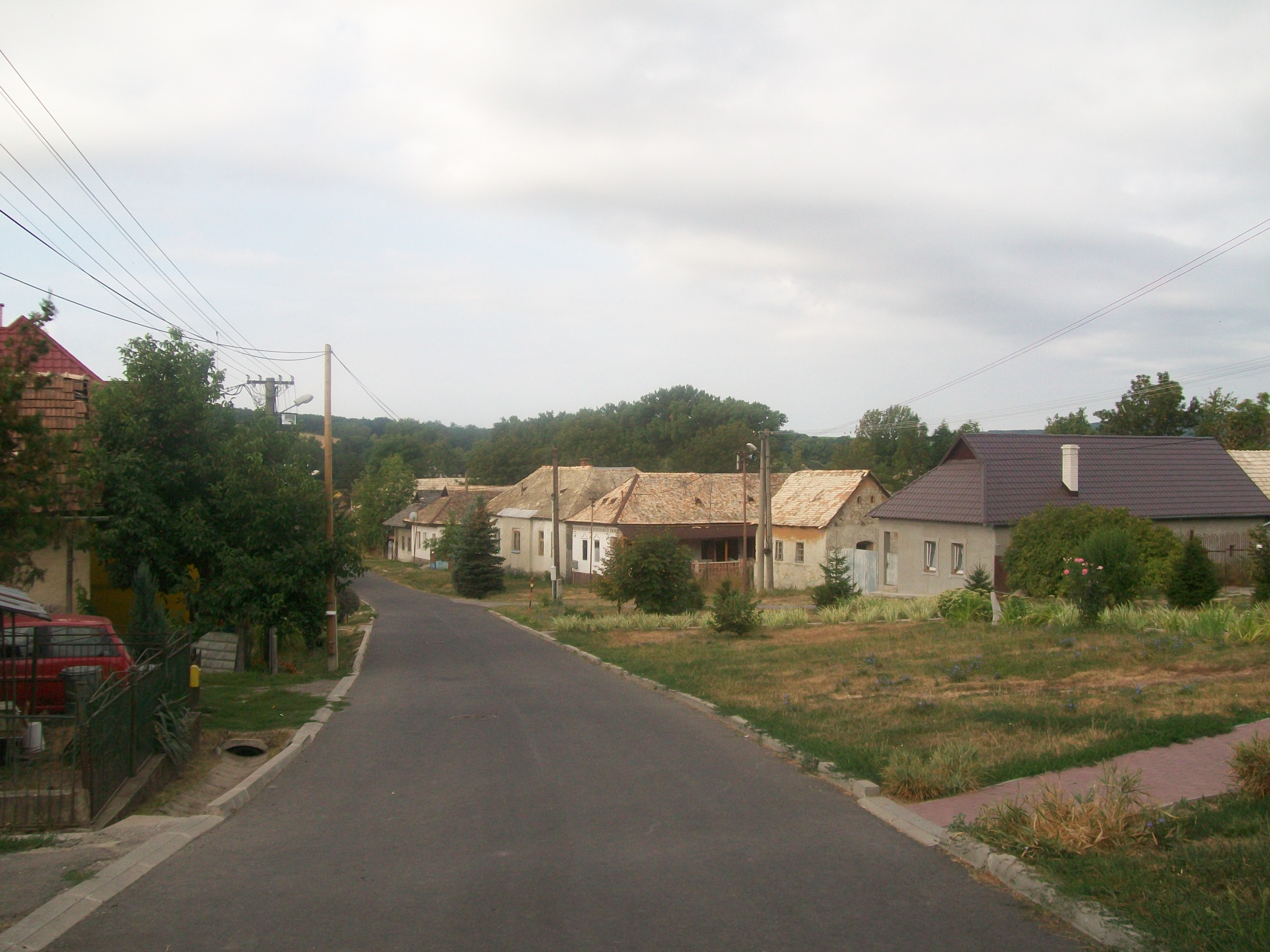
Straße im Gemeindeteil Pôtor

Die Gemeinde befindet sich im Talkessel Ipeľská kotlina, noch genauer in deren Untereinheit Pôtorská pahorkatina, in einer hügeligen Landschaft am Zusammenfluss von Koprovnica und Stará rieka im Einzugsgebiet des Ipeľ. Das Ortszentrum liegt auf einer Höhe von 213 m n.m. und ist acht Kilometer von Veľký Krtíš sowie 27 Kilometer von Lučenec entfernt.
Verwaltungstechnisch gliedert sich die Gemeinde in die Gemeindeteile Pôtor und Žihľava (1966 eingemeindet, anderthalb Kilometer südlich von Pôtor gelegen).
Nachbargemeinden sind Slovenské Kľačany im Norden, Dolná Strehová im Osten, Veľké Zlievce im Südosten, Malé Straciny im Süden und Dolné Strháre im Westen und Nordwesten.

## Geschichte

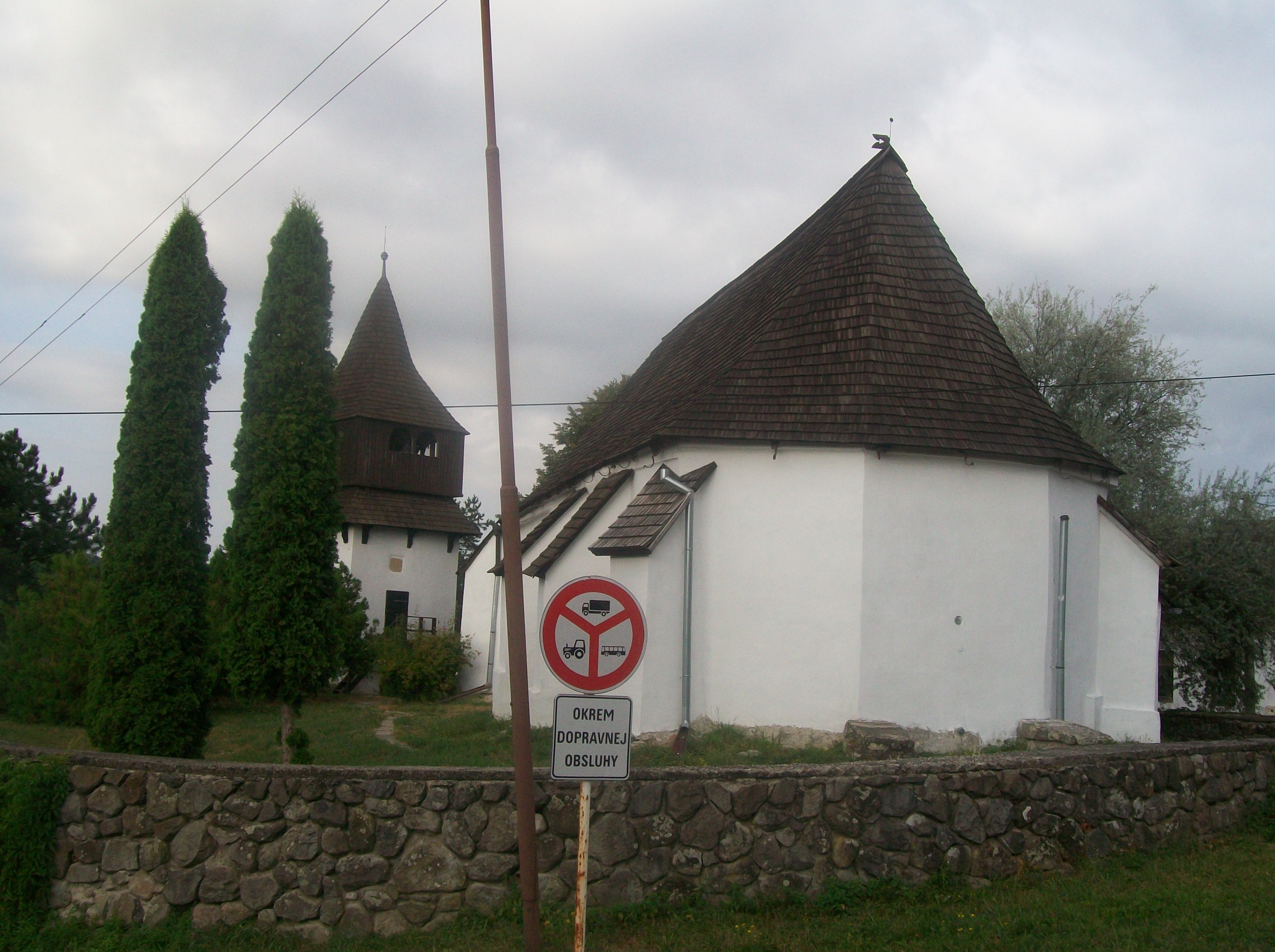
Evangelische Kirche und Turm

Pôtor wurde zum ersten Mal 1297 schriftlich erwähnt und leitet den Namen von der Peterskirche ab. In den Jahren 1332–37 ist die Erwähnung als Petrus sacerdos Sancti Petri überliefert, der damalige Pfarrer bezahlte sechs Groschen für die Kirchenzehntabgabe. Im 16. Jahrhundert war das Dorf Besitz des Geschlechts Balassa, zwischen 1554 und 1593 lag es im Osmanischen Reich als Teil des Sandschaks Szécsény. Im 17. und 18. Jahrhundert gehörte Pôtor zum Herrschaftsgebiet der Burgen Blauenstein im nahen Modrý Kameň sowie Divín. 1869 zählte man in Pôtor 552, in Žihľava 273 Einwohner.
Bis 1918/1919 gehörte der im Komitat Neograd liegende Ort zum Königreich Ungarn und kam danach zur Tschechoslowakei beziehungsweise heute Slowakei.

## Bevölkerung
| Jahr                | 1994 | 2004    | 2014    | 2024    |
| ------------------- | ---- | ------- | ------- | ------- |
| Anzahl der Personen | 778  | 834     | 821     | 747     |
| Unterschied         |      | +7,19 % | −1,55 % | −9,01 % |

| Jahr                | 2023 | 2024    |
| ------------------- | ---- | ------- |
| Anzahl der Personen | 752  | 747     |
| Unterschied         |      | −0,66 % |

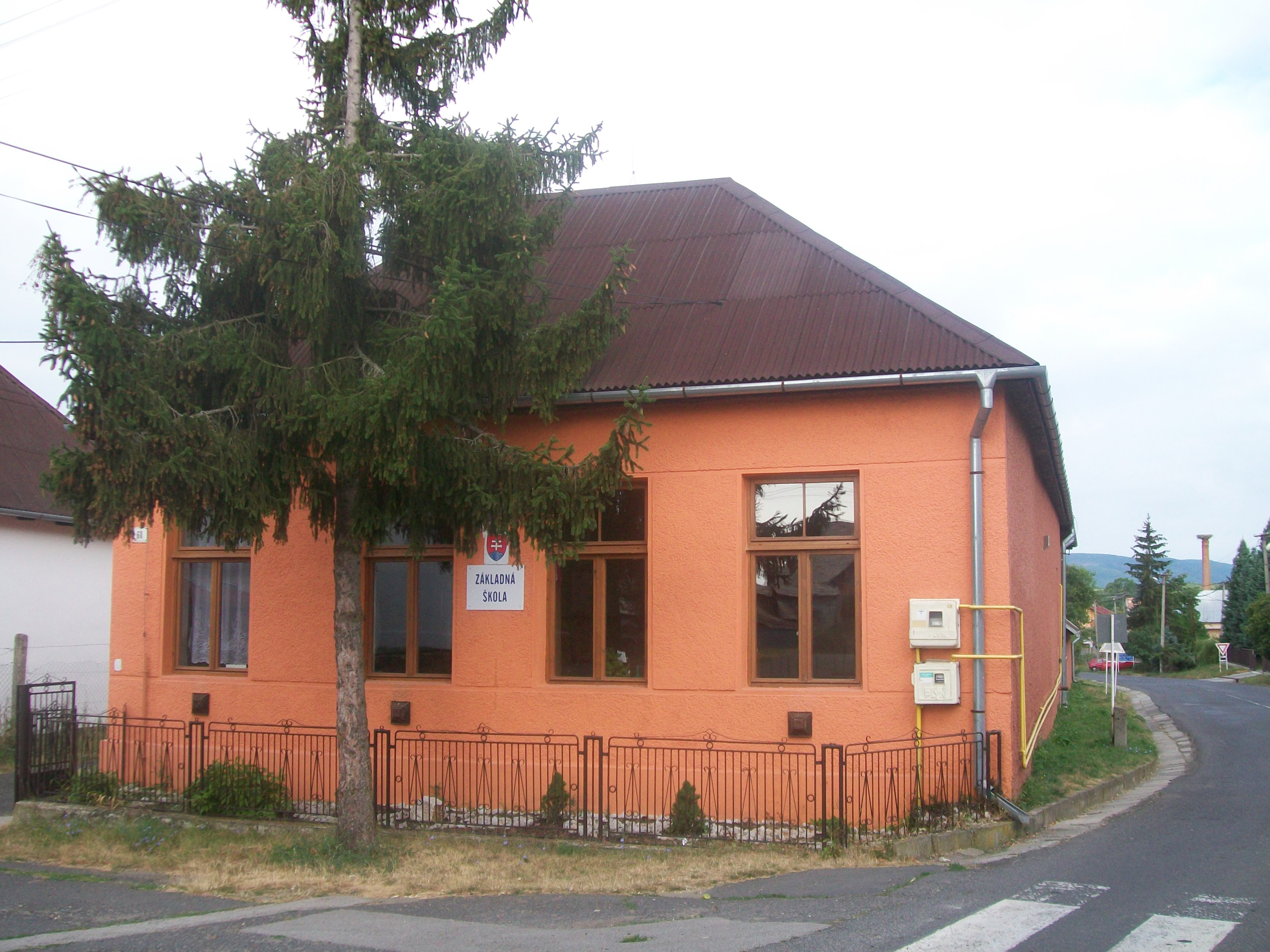
Grundschule

Gemäß der Volkszählung 2011 wohnten in Pôtor 846 Einwohner, davon 794 Slowaken, 7 Magyaren, 3 Roma, 2 Tschechen und 1 Mährer. 36 Einwohner machten keine Angabe zur Ethnie.
401 Einwohner bekannten sich zur römisch-katholischen Kirche, 216 Einwohner zur Evangelischen Kirche A. B., 4 Einwohner zur griechisch-katholischen Kirche, jeweils 2 Einwohner zur Pfingstbewegung sowie zur tschechoslowakischen hussitischen Kirche und jeweils 1 Einwohner zur altkatholischen Kirche sowie zur evangelisch-methodistischen Kirche; 1 Einwohner bekannte sich zu einer anderen Konfession. 149 Einwohner waren konfessionslos und bei 66 Einwohnern wurde die Konfession nicht ermittelt.

## Bauwerke
- evangelische Kirche aus dem 15. Jahrhundert

## Verkehr
Durch Pôtor verläuft die Straße 1. Ordnung 75 von Sládkovičovo und Nové Zámky nach Lučenec. Im Ortszentrum zweigt die Straße 2. Ordnung 585 ab, die ebenfalls nach Lučenec führt.
Es gibt keinen Bahnanschluss, der nächste Bahnhof mit regelmäßigem Personenverkehr ist Lučenec an der Bahnstrecke Salgótarján–Vrútky (dort Teil der Kursbuchstrecke 160).